# Морис Нидерландский
Морис Оранско-Нассауский ((нем. Maurits van Oranje-Nassau) при рождении Виллем Фредерик Морис Александр Хенрик Карель Оранско-Нассауский (нем. Willem Frederik Maurits Alexander Hendrik Karel van Oranje-Nassau), 15 сентября 1843, Дворец Нордейнде, Гаага, Нидерланды — 4 июня 1850, там же) — принц Нидерландский и Оранско-Нассауский, второй сын Виллема III и Софии Вюртембергской, умер в детстве.

## Биография
Принц Морис родился 15 сентября 1843 года во дворце Дворец Нордейнде, Гаага, Нидерланды, став вторым сыном наследного принца Нидерландов Виллема (c 1849 года король Нидерландов) и его первой супруги Софии Вюртембергской. В семье уже был сын принц Виллем. При  рождении ему было дано имя Виллем Фредерик Морис Александр Хенрик Карель Оранско-Нассауский с титулом «Его Королевское Высочество принц Нидерландский и Оранско-Нассауский».
В 1850 году Морис заболел менингитом. На тот момент отношения между его родителями были далеки от идеала. Между ними начался спор относительно того, какой врач должен лечить больного ребёнка. София не хотела подпускать врачей Виллема к постели Мориса. Принц скончался 4 июня 1850 года, ему было 6 лет. Королева София писала одному из своих друзей: «Мой ребёнок мертв. Сам закрыл свои глаза. Всё, что давало мне радость и надежду в этом мире ушло навсегда. Я надеюсь, что смогу умереть в ближайшее время. Каждый день приносит мне пытки, непрерывно вижу лицо моего умершего ребенка, как он умоляет меня помочь в то время как я не могу ему оказать никакой помощи...»
Похоронили принца в королевской усыпальнице Ньивекерк. В 1851 году родился его младший брат Александр.